# USS George E. Davis (DE-357)
USS George E. Davis (DE-357) là một tàu hộ tống khu trục lớp John C. Butler từng phục vụ cùng Hải quân Hoa Kỳ trong Chiến tranh Thế giới thứ hai. Nó là chiếc tàu chiến duy nhất của Hải quân Hoa Kỳ được đặt cái tên này, theo tên Đại úy Hải quân George Elliot Davis, Jr. (1913–1942), người từng phục vụ cùng tàu tuần dương hạng nặng Houston (CA-30) soái hạm của Hạm đội Á Châu, đã tử trận vào ngày 4 tháng 2, 1942 tại eo biển Madoera, Borneo. Nó đã phục vụ trong suốt Thế chiến II, được cho ngừng hoạt động sau khi xung đột chấm dứt vào năm 1946, rồi được huy động trở lại để phục vụ từ năm 1951 đến năm 1954. Con tàu cuối cùng bị bán để tháo dỡ vào năm 1974. 

## Thiết kế và chế tạo
Lớp John C. Butler được thiết kế nhằm đáp ứng nhu cầu một số lượng lớn nhưng rẻ tiền của một kiểu tàu hộ tống chống tàu ngầm để hộ tống các đoàn tàu vận tải vượt đại dương. Chúng có chiều dài chung 306 foot (93,3 m), mạn tàu rộng 36 foot 10 inch (11,2 m) và mớn nước 13 foot 4 inch (4,1 m), trọng lượng choán nước tiêu chuẩn 1.350 tấn Anh (1.372 t), và lên đến 1.745 tấn Anh (1.773 t) khi đầy tải, với một thủy thủ đoàn bao gồm 14 sĩ quan và 201 thủy thủ. Con tàu được vận hành bởi hai turbine hơi nước hộp số Westinghouse; hơi nước được cung cấp bởi hai nồi hơi "D" Express, tạo ra công suất 12.000 mã lực càng (8.900 kW) và cho phép đạt được tốc độ tối đa 24 hải lý trên giờ (44 km/h; 28 mph). Nó có tầm hoạt động 6.000 hải lý (11.000 km; 6.900 mi) ở tốc độ đường trường 12 hải lý trên giờ (22 km/h; 14 mph).
Dàn vũ khí chính bao gồm hai tháp pháo 5-inch/38 caliber đa dụng nòng đơn, được dẫn đường bởi hệ thống điều khiển hỏa lực Mark 51; vũ khí phòng không gồm hai khẩu đội Bofors 40 mm L/60 nòng đôi và mười khẩu Oerlikon 20 mm nòng đơn cũng được dẫn đường bởi hệ thống Mark 51. Ngoài ba ống phóng ngư lôi 21 inch (533 mm), vũ khí chống ngầm bao gồm hai đường ray thả mìn sâu, tám máy phóng mìn sâu K-gun cùng một dàn súng cối chống ngầm Hedgehog. Con tàu được trang bị sonar kiểu QC, radar dò tìm mặt biển SL và radar dò tìm không trung SA.
George E. Davis được đặt lườn tại xưởng tàu của hãng Consolidated Steel Corporation ở Orange, Texas vào ngày 15 tháng 2, 1944. Nó được hạ thủy vào ngày 8 tháng 4, 1944, được đỡ đầu bởi bà Jane Hine Davis, vợ góa của Đại úy Davis, và được cho nhập biên chế cùng Hải quân Hoa Kỳ vào ngày 11 tháng 8, 1944 dưới quyền chỉ huy của Hạm trưởng, Thiếu tá Hải quân Frederick Irwin Lincoln.

## Lịch sử hoạt động

### 1944 - 1946
Sau khi hoàn tất việc chạy thử máy huấn luyện tại khu vực Bermuda, George E. Davis được điều động sang khu vực Mặt trận Thái Bình Dương. Nó khởi hành từ Norfolk, Virginia vào ngày 21 tháng 10, 1944, băng qua kênh đào Panama và đi đến Hollandia, New Guinea vào ngày 28 tháng 11. Lên đường vào ngày 7 tháng 12, nó hộ tống một đoàn tàu vận tải hướng sang quần đảo Philippine, và sau khi đi đến vịnh San Pedro, Leyte vào ngày 12 tháng 12, nó trình diện để phục vụ cùngTư lệnh Tiền phương biển Philippine để làm nhiệm vụ hộ tống vận tải và tuần tra chống tàu ngầm.
Cho đến tháng 3, 1945, George E. Davis hoạt động tại khu vực vịnh San Pedro, Leyte, hộ tống các đoàn tàu chở quân và tiếp liệu đi lại từ New Guinea, quần đảo Admiralty và Palau. Nó rời Leyte vào ngày 23 tháng 3 để đi sang phía Tây Philippines, đi ngang qua Mindoro để đến vịnh Subic, Luzon vào ngày 30 tháng 3. Trong hai tháng tiếp theo nó tuần tra dọc các tuyến vận chuyển về phía Tây Mindoro và Luzon, và càn quét trong biển Đông để truy lùng tàu ngầm Nhật Bản. Từ ngày 3 đến ngày 7 tháng 6, con tàu đi từ vịnh Subic đến Ulithi về phía Tây quần đảo Caroline, rồi hộ tống một đoàn tàu vận tải quay trở lại vịnh Subic vào ngày 12 tháng 6. Lại lên đường vào ngày 16 tháng 6, nó đi đến Ulithi bốn ngày sau đó, rồi từ ngày 26 đến ngày 30 tháng 6 đã hộ tống một đoàn tàu vận tải đi sang vịnh Leyte.
Trong tháng 7, George E. Davis hộ tống các đoàn tàu vận tải đi từ Philippines sang Okinawa. Sau khi Nhật Bản chấp nhận đầu hàng vào ngày 15 tháng 8, giúp chấm dứt vĩnh viễn cuộc xung đột, nó tiếp tục vai trò tuần tra và hộ tống vận tải tại Philippines và tại biển Hoa Đông. Đến tháng 9, nó hộ tống các tàu chở quân đi từ Philippines sang Nhật Bản, rồi sang đầu tháng 12 đã đi dọc theo bờ biển Trung Quốc hỗ trợ cho hoạt động chiếm đóng của Hoa Kỳ cũng như của lực lượng Quốc dân Đảng tại miền Bắc Trung Quốc. Nó hoạt động tại vùng biển Nhật Bản trong tháng 1 và tháng 2, 1946, rồi đi đến Thanh Đảo vào ngày 20 tháng 2, nơi nó tuần tra tại biển Hoa Đông và Hoàng Hải cho đến ngày 16 tháng 4.
Lên đường quay trở về Hoa Kỳ, George E. Davis về đến San Pedro, California vào ngày 11 tháng 5, rồi được cho xuất biên chế tại San Diego, California vào ngày 26 tháng 8, 1946 và được đưa về Hạm đội Dự bị Thái Bình Dương.

### 1951 - 1954
Sau khi Chiến tranh Triều Tiên bùng nổ vào tháng 6, 1950, George E. Davis được cho tái biên chế trở lại tại San Diego vào ngày 11 tháng 7, 1951, rồi được điều động sang vùng bờ Đông Hoa Kỳ. Nó rời San Diego vào ngày 11 tháng 10, băng qua kênh đào Panama và đi đến Newport, Rhode Island vào ngày 27 tháng 10. Được phân về Hạm đội Đại Tây Dương, trong ba năm tiếp theo nó phục vụ từ căn cứ Newport trong vai trò một tàu huấn luyện của Hải quân Dự bị Hoa Kỳ, hoạt động dọc theo vùng bờ biển Đại Tây Dương và vùng biển Caribe cho đến tháng 6, 1954.
George E. Davis được cho xuất biên chế lần sau cùng tại Green Cove Springs, Florida vào ngày 11 tháng 11, 1954, và được đưa về Hạm đội Dự bị Đại Tây Dương, neo đậu tại Orange, Texas. Tên nó được cho rút khỏi danh sách Đăng bạ Hải quân vào ngày 1 tháng 12, 1972, và con tàu bị bán để tháo dỡ vào ngày 2 tháng 1, 1974.

## Phần thưởng
Nguồn: Navsource Naval History
|  |  |  |
|  |  |  |

| Huân chương Phục vụ Trung Hoa        | Huân chương Chiến dịch Hoa Kỳ         | Huân chương Chiến dịch Châu Á-Thái Bình Dương  |
| Huân chương Chiến thắng Thế Chiến II | Huân chương Phục vụ Phòng vệ Quốc gia | Huân chương Giải phóng Philippine (Philippine) |